# 中国长江三峡集团
中国长江三峡集团有限公司（英語：China Three Gorges Corporation， CTG），简称中国三峡集团，是中华人民共和国一家主要从事大型水电开发与运营的特大型中央企业，是全球最大的水电开发运营企业、中国最大的清洁能源集团。

## 历史
前身为1984年组建中国三峡开发总公司筹建处（陈赓仪任主任）。1993年9月27日，经国务院批准，中国长江三峡工程开发总公司正式成立，总部设立在湖北宜昌。2009年9月27日，更名为中国长江三峡集团公司。
2011年2月21日，中国长江三峡集团宣布分别在北京、宜昌、成都三地组建总部。其中，北京总部是集团公司的战略规划和管理中心、资本运营中心；宜昌总部逐渐形成以电力生产为主的生产中心；成都总部则是工程建设中心。
2017年12月28日，完成公司制改制，由全民所有制企业变更为国有独资公司，名称变更为中国长江三峡集团有限公司。
2021年9月26日，中国长江三峡集团总部搬迁武汉揭牌大会在武汉召开，标志着三峡集团总部从北京回迁到湖北武汉。

## 水电站
三峡集团公司除了三峡工程（装机容量2250万千瓦)，还于2014年建成溪洛渡水电站（装机容量1386万千瓦，位于四川和云南交界的金沙江上游）和向家坝水电站（装机容量640万千瓦，位于金沙江下游），这两座电站均已投产发电。
2015年底，位于金沙江下游、装机容量1020万千瓦的乌东德水电站开工建设；2017年8月，装机容量1600万千瓦的白鹤滩水电站开工建设。预计乌东德水电站将于2020年首批机组投产发电，白鹤滩水电站将于2021年首批机组投产发电，2022年工程完工。届时，长江三峡集团公司将拥有三座“三峡电站”的水电装机容量。而在2011年12月22日，中國長江三峽集團公司成功收購葡萄牙政府持有的电力运营商Energias de Portugal SA（EDP）21.35%股份，收购价为26.9亿欧元。

## 美國制裁
2020年8月，美國國防部公佈了與在美國直接或間接運作的中國人民解放軍有聯繫的公司名稱。三峽集團被列入名單。2020年11月，唐納·川普發布行政命令，禁止任何美國公司或個人持有美國國防部列為與中國人民解放軍有聯繫的公司的股份，其中包括三峽集團。2024年1月，美國國防部將三峽集團列入「在美運營的中國軍事公司」名單。

## 历任主要领导
| 时间       | 领导                                                                                           |
| ---------- | ---------------------------------------------------------------------------------------------- |
| 1993年成立 | 总经理：陆佑楣，副总经理：李永安、袁国林、贺恭、王家柱、秦中一                                 |
| 2003年11月 | 总经理：李永安                                                                                 |
| 2010年1月  | 董事长、党组书记：曹广晶，总经理：陈飞，副总经理：杨清、林初学、杨春锦、毕亚雄、樊启祥、沙先华 |
| 2014年3月  | 董事长、党组书记：盧純，总经理：王琳                                                           |

## 全资或控股子公司
1. 2002年9月，中国长江电力股份有限公司。2003年11月18日，长江电力 A股在上海证券交易所上市。
2. 三峡资本控股有限责任公司
3. 三峡金沙江云川水电开发有限公司
4. 湖北能源集团股份有限公司
5. 内蒙古呼和浩特抽水蓄能发电
6. 中国三峡新能源有限公司
7. 中国水利电力对外公司
8. 三峡财务有限责任公司
9. 上海勘测设计研究院有限公司（成立於1954年，其前身曾名燃料工业部华东水力发电工程局、电力工业部上海勘测设计院、水电部上海勘测设计院[16]）
10. 葡萄牙電力公司 (21.35%股份)
11. 中国三峡（巴西）有限公司 (巴西第二大非国有电力企业)
12. 新疆金风科技股份有限公司 (16.47%股份，中国最大的风机制造企业)

## 争议
2014年，三峡集团董事长及总经理被双双免职。中组部官员强调，该项任免决定是「结合中央巡视组和群众路线教育实践活动、中央督导组掌握的情况”而做出的，并且要求三峡集团的新任领导层，对巡视中发现的问题要明确整改责任人和时间要求，一件一件抓落实，切实落实反腐败工作的主体责任。」在一些媒体上，三峡集团被指沦为利益集团牟利机器，中国人民通过缴税累计交给三峡工程5千亿，为中华人民共和国成立以来所仅见，主要体现于暗藏在电费之中（每度电7厘至1.5分）的一种特别税——三峡建设基金。
舆论揣测三峡集团任免决定与电力系统的渊源李鹏家族有关，如香港「开放」杂志分析，李鹏家族李小琳是最奢华张狂的太子党，三峡与地产利润，动辄数以亿计，已列入中纪委的打虎目标。